# Norfolksångsmyg
Norfolksångsmyg (Gerygone modesta) är en fågel i familjen taggnäbbar inom ordningen tättingar.

## Utseende och läte
Norfolksångsmygen är en liten (9–10 cm) färglös tätting. Ovansidan är matt gråbrun och undersidan vitaktig, gråare på flankerna och i ansiktet. Den svarta näbben är ganska lång och slank. Från näbbroten går ett vitt streck ovan tygeln och ögat. Runt ögat syns en bruten vit ring. Stjärten har otydligt avgränsat mörkare band en bit in från stjärtspetsen med vita spetsar utom på centrala stjärtpennorna. Sången stiger och faller i tonhöjd.

## Utbredning och systematik
Arten förekommer enbart på Norfolkön. Vissa behandlar den som underart till grå sångsmyg (G. igata).

## Status
IUCN kategoriserar arten som livskraftig.